# Pearland
Pearland és una població dels Estats Units a l'estat de Texas. Segons el cens del 2008 tenia 90.700 habitants.

## Demografia
Segons el cens del 2000, Pearland tenia 37.640 habitants, 13.192 habitatges, i 10.659 famílies. La densitat de població era de 369,5 habitants/km².
Dels 13.192 habitatges en un 43,2% hi vivien nens de menys de 18 anys, en un 67,6% hi vivien parelles casades, en un 9,7% dones solteres, i en un 19,2% no eren unitats familiars. En el 15,8% dels habitatges hi vivien persones soles el 4,8% de les quals corresponia a persones de 65 anys o més que vivien soles. El nombre mitjà de persones vivint en cada habitatge era de 2,84 i el nombre mitjà de persones que vivien en cada família era de 3,17.
Per edats la població es repartia de la següent manera: un 28,8% tenia menys de 18 anys, un 7,3% entre 18 i 24, un 34,2% entre 25 i 44, un 21,2% de 45 a 60 i un 8,4% 65 anys o més.
L'edat mediana era de 34 anys. Per cada 100 dones de 18 o més anys hi havia 93,8 homes.
La renda mediana per habitatge era de 64.156$ i la renda mediana per família de 70.748$. Els homes tenien una renda mediana de 49.359$ mentre que les dones 34.570$. La renda per capita de la població era de 26.306$. Aproximadament el 3,4% de les famílies i el 4,7% de la població estaven per davall del llindar de pobresa.

## Poblacions més properes
El següent diagrama mostra les poblacions més properes.